# Madoryx pluto
Madoryx pluto är en fjärilsart som beskrevs av Pieter Cramer 1779. Madoryx pluto ingår i släktet Madoryx och familjen svärmare. Inga underarter finns listade i Catalogue of Life.

## Bildgalleri

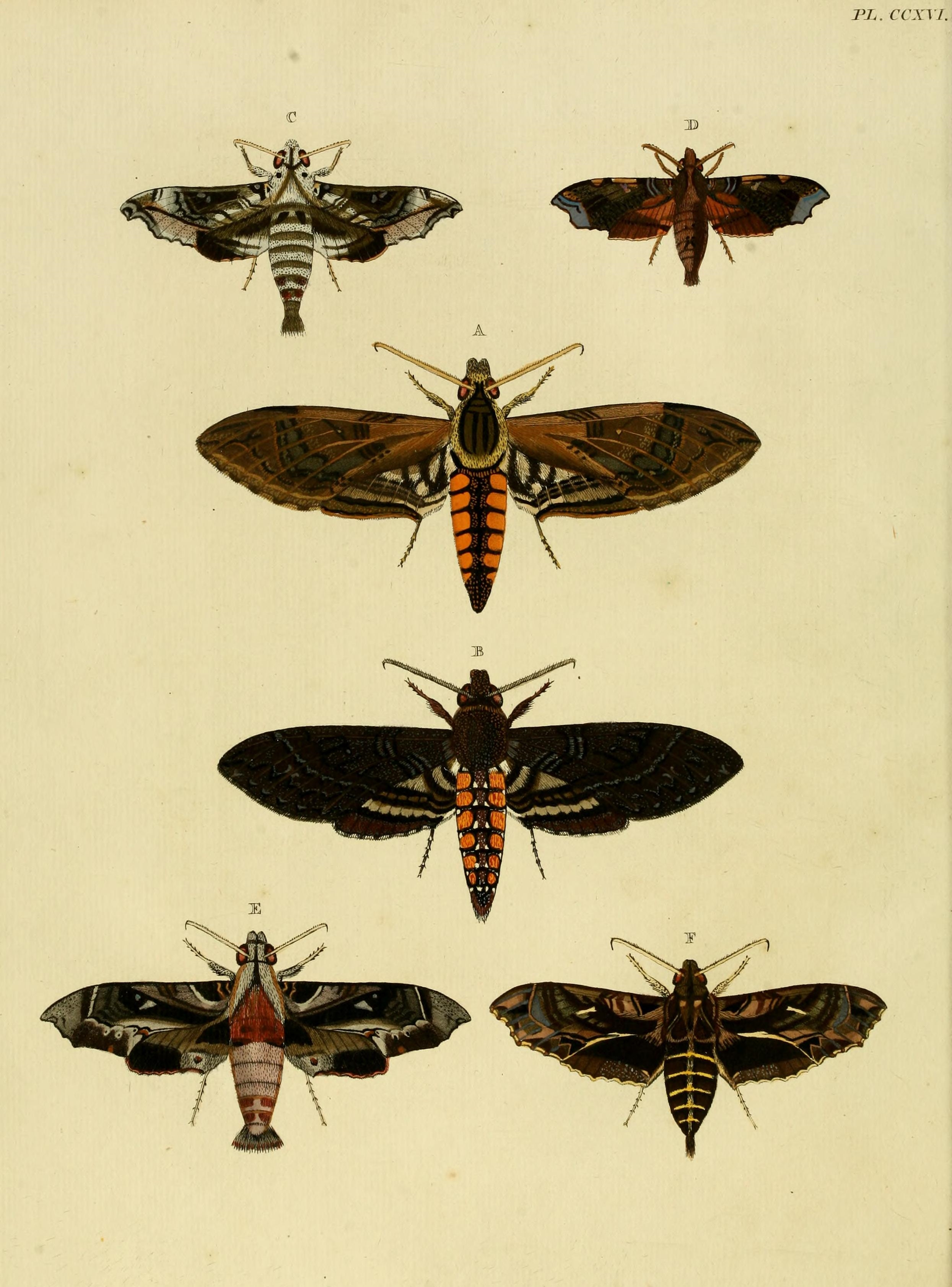